# Glee: The Music, Journey to Regionals
Glee: The Music, Journey to Regionals is het vijfde soundtrackalbum van de personages in de Amerikaanse televisieserie Glee. Het album bevat liedjes van de aflevering "Journey to Regionals", wat een tribuutaflevering was voor de band Journey. Het album kwam de Amerikaanse Billboard binnen op nummer 1 en verkocht 154.000 exemplaren in de eerste week. Van dit album werden geen singles uitgebracht. De setlist van Glee Live! In Concert! bevatte 3 liedjes van Glee: The Music, Journey to Regionals.

## Liedjes
| Nr. | Titel                                             | Schrijver(s)              | Versie                | Duur |
| --- | ------------------------------------------------- | ------------------------- | --------------------- | ---- |
| 1.  | Faithfully                                        | Jonathan Cain             | Journey               | 4:35 |
| 2.  | Any Way You Want It / Lovin', Touchin', Squeezin' | Steve Perry, Neal Schon   | Journey               | 3:09 |
| 3.  | Don't Stop Believin' (Regionals versie)           | Cain, Perry, Schon        | Journey               | 3:43 |
| 4.  | Bohemian Rhapsody (met Jonathan Groff)            | Freddie Mercury           | Queen                 | 5:57 |
| 5.  | To Sir with Love                                  | Don Black, Mark London    | Lulu                  | 2:43 |
| 6.  | Over the Rainbow                                  | Harold Arlen, Yip Harburg | Israel Kamakawiwoʻole | 2:31 |

## Medewerkers aan dit album
Stemmen (zang)
- Dianna Agron
- Chris Colfer
- Jonathan Groff
- Jane Lynch
- Jayma Mays
- Kevin McHale
- Lea Michele
- Cory Monteith
- Matthew Morrison
- Amber Riley
- Naya Rivera
- Mark Salling
- Jenna Ushkowitz

Uitvoerend producenten
- Brad Falchuk
- Dante DiLoreto

Producenten
- Adam Anders
- Peer Åström
- James Levine
- Ryan Murphy

Technici
- Adam Anders
- Peer Åström
- Dan Marnien
- Ryan Peterson

Soundtrackproducenten
- Adam Anders
- Ryan Murphy

Mix en mastering
- Peer Åström
- Louie Teran